# Ernest Skalski
Ernest Kajetan Skalski (ur. 18 stycznia 1935 w Warszawie) – polski dziennikarz i publicysta.

## Życiorys
W 1948 należał do Związku Walki Młodych, a od 1948 do Związku Młodzieży Polskiej. W latach 1957–1958 kandydat na członka PZPR. W 1957 ukończył studia historyczne na Moskiewskim Uniwersytecie Państwowym. W latach 1957–1958 był referentem Biura Pełnomocnika Rządu PRL ds. Repatriacji Polaków ze Związku Socjalistycznych Republik Radzieckich w Moskwie. Został usunięty ze Związku Radzieckiego za pomaganie w nawiązywaniu kontaktów przez sowieckich dysydentów ze Związku Patriotów z Eligiuszem Lasotą.
Dziennikarstwem zajął się w 1958, podejmując pracę w „Sztandarze Młodych”, wówczas organie Związku Młodzieży Socjalistycznej. Związany następnie z różnymi tytułami prasowymi, współpracował również z radiem i telewizją. Był członkiem redakcji takich pism jak „Widnokręgi”, „Głos Pracy”, „Panorama Polska”, „Życie Gospodarcze”, „Kultura” i „Polityka”. W zbiorach IPN znajduje się jego teczka personalna tajnego współpracownika założona w 1966. W 2008 Ernest Skalski wygrał proces cywilny o ochronę jego dóbr osobistych w związku z artykułem prasowym mogącym sugerować jego współpracę z SB.
Po wydarzeniach sierpniowych z 1980 dołączył do nowo powstałej redakcji „Tygodnika Solidarność”. W stanie wojennym współtworzył czasopisma drugiego obiegu, w tym „Tygodnik Wojenny” i „Przegląd Wiadomości Agencyjnych”, pisując również m.in. do „Tygodnika Mazowsze”. Zawodowo był wówczas publicystą „Tygodnika Powszechnego”.
W 1981 został członkiem władz Stowarzyszenia Dziennikarzy Polskich, po jego delegalizacji działał w podziemnym SDP.
W 1989 należał do założycieli „Gazety Wyborczej”. Był komentatorem i zastępcą redaktora naczelnego tego dziennika, a także członkiem zarządu Agory. Później do 2005 publikował w „Rzeczpospolitej”. Wszedł także w skład redakcji portalu publicystycznego Studio Opinii.
Opublikował m.in. książkę Apartheid (tom 147 serii wydawniczej Omega, Warszawa 1969).

## Odznaczenia
Odznaczony Krzyżem Kawalerskim Orderu Odrodzenia Polski (2011).